# Aulagromyza paramushirensis
Aulagromyza paramushirensis is een vliegensoort uit de familie van de mineervliegen (Agromyzidae). De wetenschappelijke naam van de soort is voor het eerst geldig gepubliceerd in 2000 door Iwasaki.